# Rhyacophila philopotamoides
Rhyacophila philopotamoides là một loài Trichoptera trong họ Rhyacophilidae. Chúng phân bố ở miền Cổ bắc.